# Tanaka Terukazu
Terukazu Tanaka (sinh ngày 14 tháng 7 năm 1985) là một cầu thủ bóng đá người Nhật Bản.

## Sự nghiệp câu lạc bộ
Terukazu Tanaka đã từng chơi cho Omiya Ardija, Yokohama FC và Sagan Tosu.